# Gisèle Wibaut
Pour les articles homonymes, voir Wibaut.
Gisèle Marie Joseph Ghislaine Gérarde Wibaut, née à Tournai, le 19 août 1913 et décédée le 24 octobre 1978 à Tournai est une résistante et femme politique belge sociale chrétienne, membre du PSC.

## Carrière politique
- 1958-68 : sénatrice élue de l'arrondissement d'Ath-Tournai
- 1968-1976 : conseillère communale de Tournai
- 1970-1976 : échevine de l'État Civil de Tournai

Elle est décorée de la médaille de la Résistance 1940-45 et de la médaille commémorative de la Guerre 1940-45.

## Sources
- Het Belgisch parlement 1894-1969, P.Van Molle, Gand, Erasmus, 1969.
- Biografisch repertorium der Belgische parlementairen, senatoren en volksvertegenwoordigers 1830 tot 1.8.1965, R. Devuldere, Gand, R.U.G., thèse de licence en histoire inédite, 1965.
- Dico des femmes belges